# Wherwell
Wherwell est un village et une paroisse civile du Hampshire, en Angleterre. Il est situé sur la Test, à 7 km au sud-est de la ville d'Andover. Administrativement, il relève du district de Test Valley. Au recensement de 2011, il comptait 473 habitants.

## Histoire
Vers 986, la reine douairière Ælfthryth fonde l'abbaye de Wherwell, un monastère bénédictin. Cette abbaye disparaît en 1539, durant la dissolution des monastères.